# Marcelo Gutiérrez
Marcelo Alberto Gutiérrez Contreras  (Santiago, Chile, 23 de julio de 1969) es un exfutbolista profesional chileno. Jugaba como defensa.

## Trayectoria
Oriundo de Santiago, se formó en las divisiones inferiores de Universidad Católica, en donde ingresó a los 12 años, durante 1981. Debutó profesionalmente con el equipo de la franja durante la Copa DIGEDER 1988 en un partido ante Curicó Unido.
En marzo de 1990, ficha por Provincial Osorno de la hoy Primera B chilena, en búsqueda de minutos. En el equipo taurino formó parte del plantel que logró el título de Segunda División de 1990, manteniéndose para la campaña en Primera División de la temporada siguiente, donde el equipo osornino terminó como colista de Primera División. Para 1992, se mantuvo en primera división defendiendo los colores de Deportes Temuco.
Tras el primer semestre de 1993 jugando para Municipal Las Condes, para el segundo semestre regresa a Provincial Osorno, defendiendo al equipo taurino en el campeonato de Primera División de 1993. Para la temporada siguiente pasa a defender los colores de Deportes Puerto Montt de la Segunda División. En 1995 regresa a la primera división, jugando para Deportes La Serena, no logrando evitar el descenso a la Primera B.
En 1996 vistió los colores de Magallanes en la Primera B, y luego de un año de inactividad, en 1998 firma por Deportes Melipilla de la misma división, donde se retira de la práctica del fútbol profesional a fines de la temporada 2000.
Actualmente, se encuentra radicado en Santiago, donde trabaja como Procurador en un estudio de Abogados.

## Selección nacional
Formó parte de la selección chilena sub-16 durante el Campeonato Sudamericano Sub-16 de 1985 celebrado en Argentina.

### Participación en sudamericanos
| Torneo                      | Sede      | Resultado |
| --------------------------- | --------- | --------- |
| Sudamericano Sub-16 de 1985 | Argentina | 4° Lugar  |

## Clubes
| Club                  | País  | Año       |
| --------------------- | ----- | --------- |
| Universidad Católica  | Chile | 1987-1989 |
| Provincial Osorno     | Chile | 1990-1991 |
| Deportes Temuco       | Chile | 1992      |
| Municipal Las Condes  | Chile | 1993      |
| Provincial Osorno     | Chile | 1993      |
| Deportes Puerto Montt | Chile | 1994      |
| Deportes La Serena    | Chile | 1995      |
| Magallanes            | Chile | 1996      |
| Deportes Melipilla    | Chile | 1998-2000 |

## Palmarés

### Campeonatos nacionales
| Título    | Club              | País  | Año  |
| --------- | ----------------- | ----- | ---- |
| Primera B | Provincial Osorno | Chile | 1990 |